# Michelbach (Ohrn)
Der Michelbach ist ein fast 9 km langer Bach im Hohenlohekreis im nördlichen Baden-Württemberg, der bei Oberohrn in der Gemeinde Pfedelbach von rechts und Osten in die Ohrn mündet.

## Geographie

### Quelle und Verlauf
Der Michelbach entsteht auf den nördlichen Waldenburger Bergen nahe an deren Stufenrand nach Norden hinunter zur Hohenloher Ebene auf etwa 497 m ü. NHN. Der erste Lauf findet sich etwa 0,5 km südsüdwestlich vom Ortsrand des Waldenburger Wohnplatzes Streithof im Waldgewann Weidsee. Dort, wo der Karlsfurter Ebene genannte Westausläufer der Hochfläche zwischen Ohrn im Westen und Bibers im Westen ansetzt, finden sich, wie noch an etlichen anderen Stellen auf ihr, einige Erddämme, von denen nur noch ein Teil Teiche anstauen. Nach etwa 150 Metern durchläuft der Bach den 0,5 ha großen Weidsee und wendet sich bald nach links.
Dann zieht der Bach den Rest seines ersten Kilometers mit nur mäßiger Muldenbildung nach Südwesten durch den Brämich bis zum Karlsfurter Weg an der oberen Hangkante auf etwa 474 m ü. NHN, wo er in die Gemarkung von Michelbach am Wald übertritt, das Stadtteil von Öhringen ist. Auf den nächsten drei Viertelskilometern fließt er dann durch eine steile Waldklinge bis auf etwa 335 m ü. NHN hinab, wobei er zuletzt von links den über einen Kilometer langen Gorrenbach aus einer Klinge vom ehemaligen, inzwischen abgelassenen Garrensee (!) her aufnimmt, der mitsamt jedem seiner beiden unbeständigen Oberläufe nahe an die Länge des Michelbaches bis zum Gorrenbach-Zufluss heranreicht. Auf dem Talgrund unten stößt wiederum von links ein weiterer einkilometriger Zulauf vom 0,4 ha großen Jagdhaussee  hinzu, der unmittelbar östlich der Straße von Waldenburg nach Obersteinbach (L 1046) hinter einer dünnen Baumreihe liegt.
Danach wendet sich der Bach, im Kerbsohlental seines Mittellaufes angekommen, nach Westen und passiert bald in der Alten Bürg den Burgstall Altgabelstein, der im unteren Mündungsdreieck eines wenig eingekerbten Waldbachs von der rechten Hangkante herab liegt. Nach einigen weiteren kleineren Zuflüssen verlässt der Michelbach nach der Hälfte seines Laufes beim Forsthaus Rohrklinge auf etwa 280 m ü. NHN den Wald und wird gleich von links von einem Hangzufluss verstärkt, der an der Hangkante unterhalb des Naturschutzgebietes Viehweide entsteht. Am rechten Hang bedecken nun rebflurbereinigte Weingärten den niedrigen Hubberg, der Bach selbst zieht in leicht mäandrierendem, gehölzbegleitetem Lauf am Margaretenhof vorbei durch die Bodenwiesen bis zur Straße von Obersteinbach nach Michelbach (K 2387). Hier erstreckt sich schon nach Westen und Norden die offene Hohenloher Ebene, in der er sich im Folgenden allmählich eine kleine Talmulde schafft.
Der Straße folgt er dann rechtsseits nach Nordwesten bis an den Ortsrand von Michelbach, wo er einen kleinen Teich auf einem Sportgelände speist. Unmittelbar danach mündet von links der 3,2 km lange Rechtenbach, sein größter Zufluss, der zu seinem Einzugsgebiet 3,0 km² beiträgt und schon seit dem Michelbach-Nordwestknick auf der anderen Seite der Straße nahe parallel fließt.
Ab dem oberen Ortsrand von Michelbach läuft er nun seine restlichen gut 2¼ km in westlicher Richtung. Im Dorf hält sich die ältere Bebauung meist an die Hänge und Hügel beiderseits. Im Bereich der die ausgeprägte kleine Talmulde querenden Hauptstraße ist der Bach inmitten von Neubebauung teilweise verdolt. Nach Austritt aus dem dörflichen Weichbild fließt er bald auf die Gemarkung Oberohrn der Gemeinde Pfedelbach ein. Er läuft weniger als einen Kilometer weiter, etwas südlich von Oberohrn, an der Ohrnbrücke der Straße von dort nach Michelbach auf 237,2 m ü. NHN von rechts und Osten in deren flacher Talaue in die Ohrn ein.
Der Michelbach mündet nach 8,7 km langem Lauf mit mittlerem Sohlgefälle von etwa 30 ‰ rund 260 Höhenmeter unterhalb seiner Waldursprungs im Gewann Weidsee.

### Einzugsgebiet
Der Michelbach hat ein Einzugsgebiet von 13,4 km² Größe. Es liegt, naturräumlich gesehen, zum größeren Teil und am Oberlauf im Teilraum Waldenburger Berge der Schwäbisch-Fränkischen Waldberge, zum etwas kleinerem im Teilraum Öhringer Ebene der Hohenloher und Haller Ebene. Der mit knapp über 500 m ü. NHN höchste Punkt liegt an seinem Nordostrand bei Waldenburg.
Von der Mündung im Nordwesten an zieht die zunächst wenig ausgeprägte Wasserscheide dicht im Norden von Michelbach vorbei nach Osten, erklimmt dann über den Kamm von Gügling, Pfaffenberg und Ahörnle die Westspitze der Karlsfurt-Ebene. Auf diesem Stück konkurriert im Norden der Ohrn-Zufluss Söllbach. Danach liegt im weiteren Zug nach Osten etwas kürzer Einzugsgebiet des Epbachs im Norden an. Südwestlich von Waldenburg-Streithof biegt die Wasserscheide nach Süden und folgt dann ungefähr der Straße Waldenburg–Michelfeld-Sailach (K 2362) bis fast nach Waldenburg-Tommelhardt; hier verläuft sie dicht am rechten Hang des Bibers-Tales. Nahe bei Tommelhardt biegt sie nach Westen, durchschneidet dabei den nördlichsten Teil der Obersteinbacher Rodungsinsel, erreicht das Naturschutzgebiet Viehweide und läuft dann auf einem schmalen Bergkamm  bis zum Wilfersberg. Auf diesem Abschnitt konkurriert anfangs dessen Oberlauf Lochbach und dann der Steinbach, später die Ohrn selbst, deren eigenes Einzugsgebiet dann weiter auch auf dem Reststück nach Nordosten zurück zur Mündung angrenzt.
Über die Hälfte des Einzugsgebietes ist bewaldet, im Osten und im Süden auf den Höhen der Waldenburger Berge und in den oberen Talbereichen.
Der überwiegende Teil des Einzugsgebietes gehört zur Michelbacher Gemarkung der Stadt Öhringen, weniger als ein Fünftel ganz im Osten zur Gemarkung Waldenburgs, weniger als ein Fünfzigstel ganz im Westen (Mündungskeil) zur Oberohrner Gemarkung Öhringens. Winzige Schnipsel am Nordrand sind neuensteinisch (Gemarkung Obersöllbach).
Die Besiedlung beschränkt sich auf Michelbach und die zwei beim Verlauf erwähnten Siedlungsplätze Rohrklinge und Margaretenhof.

## Geologie
Der Michelbach entsteht im Kieselsandstein (Hassberge-Formation) der Hochebene um Waldenburg und läuft in seiner Klinge schnell durch die Unteren Bunten Mergel (Steigerwald-Formation) und den Schilfsandstein (Stuttgart-Formation), der nur an wenigen Stellen im Einzugsgebiet auch nur leidlich breit ausstreicht. Vom Trogtalende aus läuft er bis zur Mündung in mehr oder weniger breiten Talfüllungen im Gipskeuper (Grabfeld-Formation).
Neben seinem Klingeneinschnitt liegt Blockschutt am Hang, wie auch anderswo in ähnlicher Höhenlage an den Hängen. Beim Burgstall Altgabelstein und danach bedecken abgerutschte Schollenmassen ein Stück weit den rechten Talhang, kleinflächiger kommen auch anderswo Rutschungen vor. Auf der Ebene links des Unterlaufs ab Michelbach liegt quartärer Löss.
An den Sportstätten im Tal am Ostrand Michelbachs beginnt ein geologischer Lehrpfad, der durch die weinbestandenen Hänge des Güglings bis zum Pfaffenberg ansteigt und die lokale Gipskeuper-Geologie erläutert.

## Schutzgebiete
- Die Viehweide auf Markung Michelbach am oberen Steigenende der Straße nach Obersteinach ist ein ehemaliger Hutewald mit der hierfür eigentümlichen Tier- und Pflanzengesellschaft, der unter Naturschutz steht.
- Am Südwestrand des Einzugsgebietes ist der Höhenrücken nach Westen zum Wilfersberg Teil des Landschaftsschutzgebietes Steinbacher Tal mit Randgebieten (Oberes Ohrntal).
- Ein wegbegleitender Feldeichenhain am oberen Rechtenbach ist als Naturdenkmal geschützt.

Der überwiegende Teil des Einzugsgebiets ist Teil des Naturparks Schwäbisch-Fränkischer Wald, insbesondere fast alle Waldgebiete darin.

## Sehenswürdigkeiten
- Burgstall Altgabelstein im Alten Bürg.
- Burgstall Gabelstein nahe der Steigenstraße nach Obersteinach.
- Ein Abschnittswall liegt auf dem Bergrücken, der im Wilfersberg ausläuft.
- Burgstall Eselsburg auf der Gabel.
- Geologischer Lehrpfad am Gügling.
- Naturschutzgebiet Viehweide am oberen Steigenende der Straße nach Obersteinach.

### LUBW
Amtliche Online-Gewässerkarte mit passendem Ausschnitt und den hier benutzten Layern: Lauf und Einzugsgebiet des Michelbachs

Allgemeiner Einstieg ohne Voreinstellungen und Layer: Daten- und Kartendienst der Landesanstalt für Umwelt Baden-Württemberg (LUBW) (Hinweise)
1. 1 2  Höhe nach dem Höhenlinienbild auf dem Hintergrundlayer Topographische Karte.
2. ↑  Höhe nach grauer Beschriftung auf dem Hintergrundlayer Topographische Karte.
3. 1 2  Länge nach dem Layer Gewässernetz (AWGN).
4. ↑  Einzugsgebiet aufsummiert aus den Teileinzugsgebieten nach dem Layer Basiseinzugsgebiet (AWGN).
5. ↑  Seefläche nach dem Layer Stehende Gewässer.
6. ↑  Einzugsgebiet nach dem Layer Basiseinzugsgebiet (AWGN).
7. ↑  Schutzgebiete nach den einschlägigen Layern, Natur teilweise nach dem Layer Geschützte Biotope.

### Andere Belege
1. ↑  Abfluss-BW - Daten und Karten
2. ↑  Wolf-Dieter Sick: Geographische Landesaufnahme: Die naturräumlichen Einheiten auf Blatt 162 Rothenburg o. d. Tauber. Bundesanstalt für Landeskunde, Bad Godesberg 1962. → Online-Karte (PDF; 4,7 MB)
3. ↑  Geologie nach den Layern zu Geologische Karte 1:50.000 auf: Mapserver des Landesamtes für Geologie, Rohstoffe und Bergbau (LGRB) (Hinweise)
4. ↑  Geotopsteckbrief (PDF; 0,3 MB) eines Gipskeuper-Aufschlusses am Pfad beim Landesamt für Geologie, Rohstoffe und Bergbau, abgefragt am 28. November 2023.